# Dangha-dong
Dangha-dong (koreanska: 당하동) är en stadsdel i staden Incheon i Sydkorea, 27 km väster om huvudstaden Seoul. Den ligger i stadsdistriktet Seo-gu. Fram till 1 juli 2018 hette den Geomdan 4-dong.